# Assedio della Mirandola (1734)
L'assedio  della Mirandola del 1734 fu uno scontro militare avvenuto nell'ambito della guerra di successione polacca.

## Antefatti
Iniziata la campagna italiana della guerra di successione polacca, l'improvviso successo del re di Sardegna Carlo Emanuele III in Lombardia costrinse i tedeschi a lasciare sguarnita la piazzaforte di Mirandola per rafforzare quella di Mantova, cosicché nella metà di gennaio del 1734 le truppe spagnole comandate dal generale duca di Liria entrarono senza difficoltà a Mirandola, dalla quale ripartono il 12 febbraio per andare verso Napoli per la conquista borbonica delle Due Sicilie.

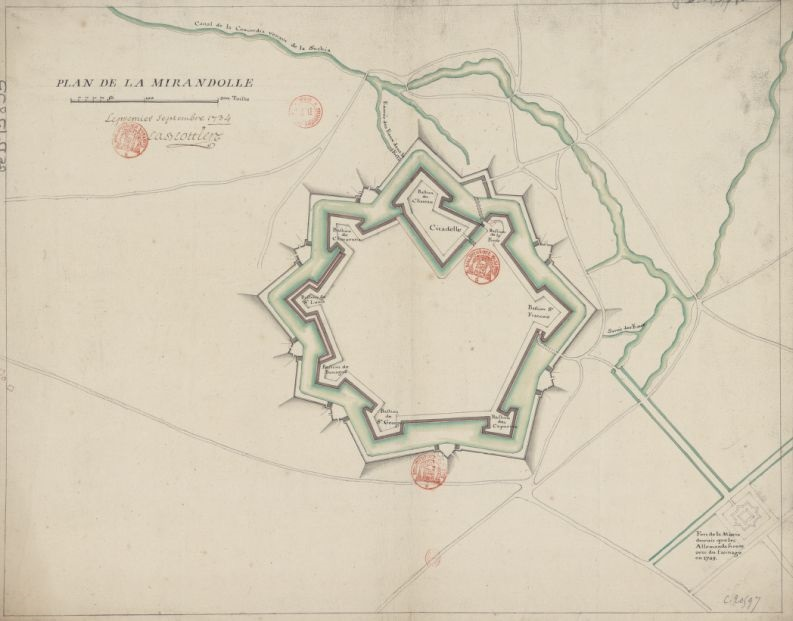
François de La Blottière, Plan de la Mirandolle (1734)

Lasciata libera la città, la stessa viene subito occupata dalle truppe francesi del maresciallo di Coigny che aveva il quartier generale a San Benedetto Po. Peraltro, i francesi scapparono da Mirandola molto precipitosamente (lasciando persino i propri bagagli), non appena vennero a conoscenza che l'esercito austriaco del generale conte Claudio Florimondo di Mercy aveva improvvisamente varcato il fiume Po; gli imperiali occuparono anch'essi la Mirandola, rifornendola senza risparmio di munizioni da guerra. Tuttavia, la morte del conte di Mercy nella battaglia di San Pietro del 29 giugno scatenò lo scontro tra francesi e tedeschi per la conquista del Ducato di Modena:: Mirandola venne allora affidata al barone di Stentsch e l'8 agosto ricevette un rinforzo di 700 fanti che insieme al presidio già esistente rinforzarono le fortificazioni mirandolesi.
Dopo la sanguinosa battaglia di Guastalla combattuta il 19 settembre 1734, il maresciallo conte di Königsegg dovette ritirarsi verso Luzzara, richiamando altresì molti soldati imperiali di stanza alla Mirandola.

## Storia

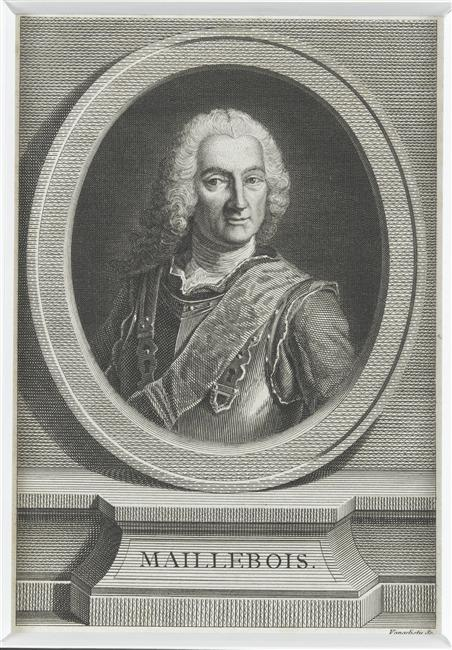
Jean-Baptiste François Desmarets, marchese di Maillebois

Venuti a conoscenza dello scarso presidio militare, cercarono di approfittarne per conquistare facilmente la fortezza della Mirandola.
Dopo essersi aqquartierati presso la chiesa della Madonna della via di Mezzo (a sud della città), i francesi giunsero sotto le mura della Mirandola il 28 settembre 1734 e inviarono un tamburino per recapitare l'ultimatum di cedere la fortezza al re di Francia, che venne respinto. Dopo il secondo rifiuto ad arrendersi, il 4 ottobre iniziarono le operazioni militari del maresciallo Jean-Baptiste Desmarets, marchese di Maillebois, al comando di 6 000 uomini, un buon treno d'artiglieria e un gran numero di guastatori. La difesa della Mirandola disponeva invece di soli 300 uomini di presidio.
I bombardamenti francesi furono particolarmente intensi e l'assedio condotto con abilità: inizialmente i mortai furono intenzionalmente diretti per colpire le abitazioni civili (al fine di scatenare il panico e demoralizzare la popolazione mirandolese); poco dopo, due batterie di cannoni iniziarono a sparare verso la piazza principale. Infine fu aperto il fuoco verso le mura con due altre due batterie di dieci cannoni con Potenza di fuoco fino a 50 libbre: dopo appena tre giorni gli assediati francesi riuscirono ad aprire una breccia tra il bastione dei Servi e quelli di Strada Grande. Ciononostante, la città di Mirandola continuò a difendersi al meglio senza soste, impiegando perfino feriti ed ammalati per ricaricare le armi da fuoco.

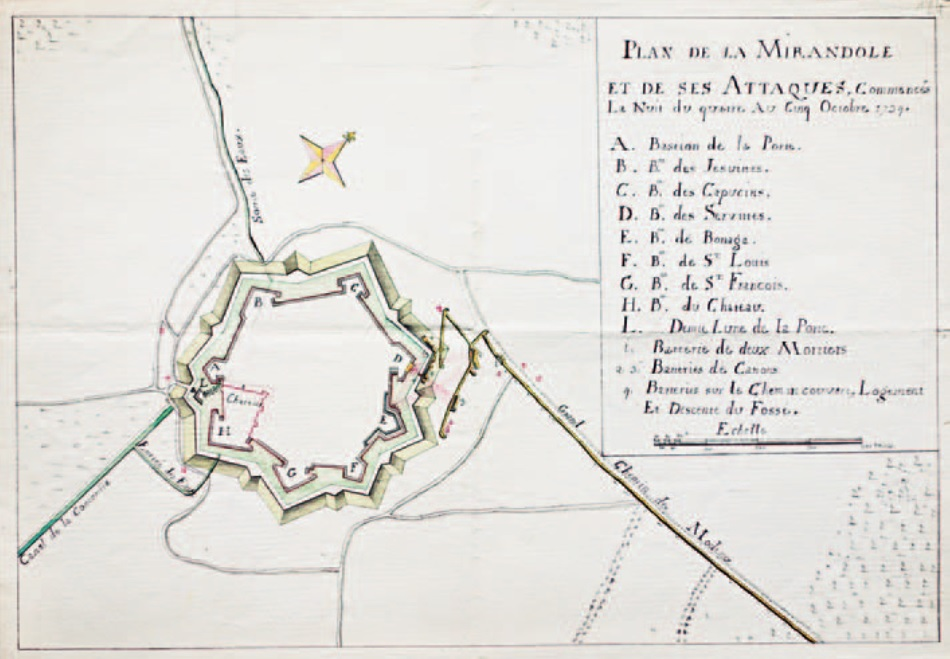
Mappa della Mirandola e dei suoi attacchi, iniziati la notte tra il 4 e il 5 ottobre 1734

Dopo cinque giorni di bombardamenti, i francesi arrivarono fino alla palizzata e la vittoria sembrava ormai scontata, dal momento che la breccia aperta nelle mura era ormai larga 17 braccia (10,8 metri). L'11 ottobre i cittadini mirandolesi, stremati dalla violenza dei cannoni, inviarono una delegazione al comandante della Mirandola per chiedergli «che avesse compassione della popolazione, che è neutrale» e concedere la resa ai francesi. Tuttavia, proprio a sera stessa, giunse alla Mirandola un messaggero inviato da Lothar Joseph Dominik Graf von Königsegg-Rothenfels per promettere l'invio immediato dei rinforzi, che sarebbero arrivati entro il giorno successivo. A questa notizia, il barone di Stentsch ordinò di resistere strenuamente incitando i propri soldati, sapendo che erano in arrivo i rinforzi.
Nel frattempo, il maresciallo conte di Königsegg (che aveva preso il posto del defunto conte di Mercy) fece gettare un ponte sul fiume Po a Mirasole di San Benedetto Po per farvi transitare 7 000 uomini. La notizia dell'attraversamento del Po di un così gran numero di nemici giunse anche al quartier generale francese: presi dal panico, i francesi scapparono in gran fretta verso Modena, abbandonando sotto le mura mirandolesi otto grossi cannoni (già provenienti dalla cittadella di Modena), due mortai da bombe e 60 carri di munizioni.
Giunti alla Mirandola, i soldati tedeschi si misero subito all'opera per riparare la breccia nelle mura e a riempire le trincee scavate dai francesi.

## Conseguenze

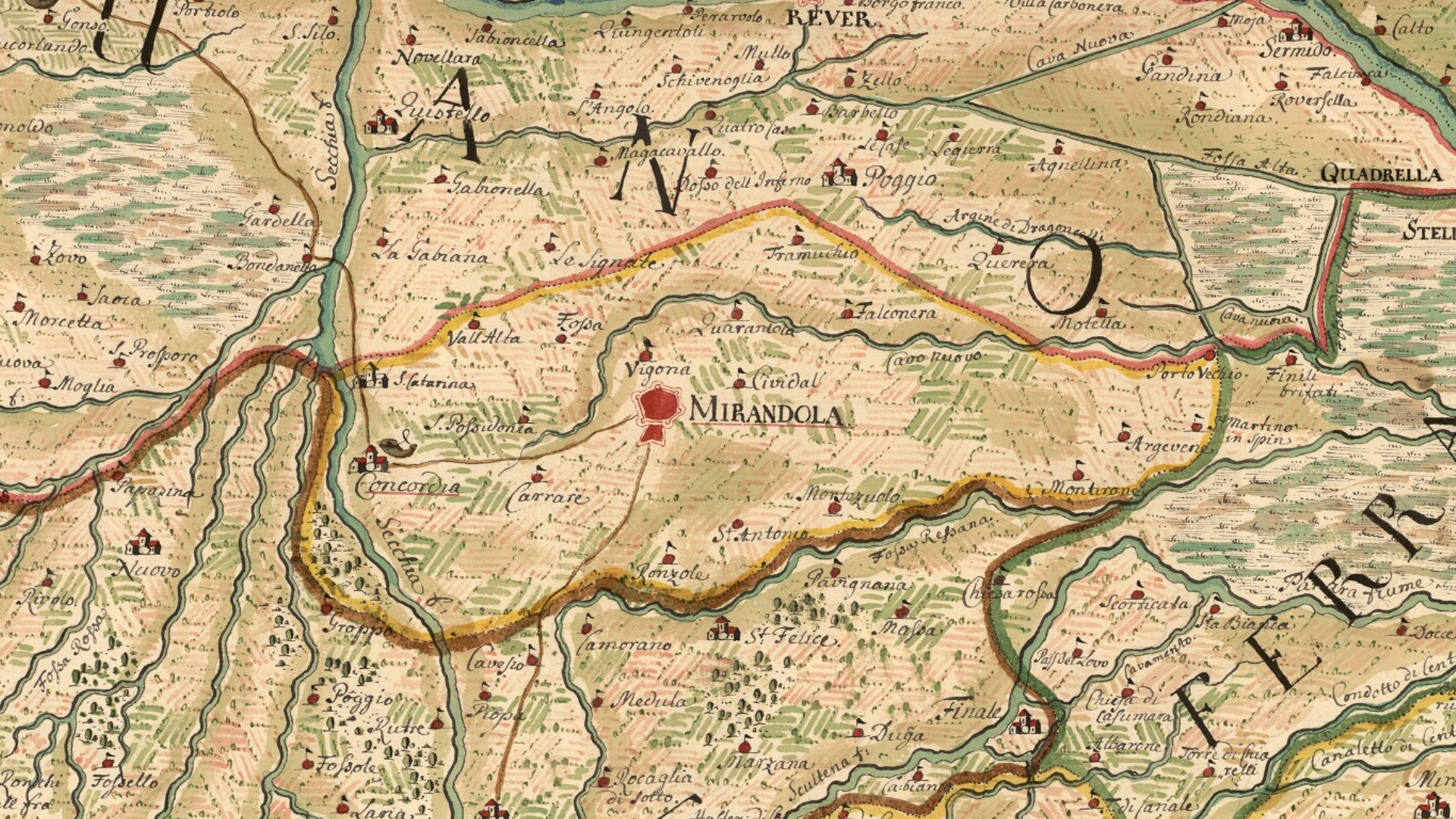
Mappa di Mirandola (1732)

L'anno successivo la città della Mirandola (sempre tenuta dal barone di Stentsch) fu oggetto di un altro assedio da parte dell'esercito spagnolo guidato dal il duca di Montemar: in quel secondi scontro, gli assedianti ebbero la meglio dopo aver messo in atto un estenuante bombardamento durato una quarantina di giorni, che distrusse buona parte della città. Dopo aver esaurito cibo e munizioni, il comandante Alemanno fu costretto ad esporre la bandiera bianca e capitolare agli spagnoli.
Dopo la firma del trattato di Vienna, che nel 1738 mise fine alla guerra di successione, gli spagnoli restituirono la fortezza della Mirandola agli imperiali austriaci, che, a loro volta la riconsegnarono al duca di Modena Rinaldo d'Este.
La città della Mirandola venne di nuovo assediata nel 1742 dal re di Sardegna, questa volta nell'ambito della guerra di successione austriaca.